# Rogier Baris
Rogier Baris (2004) is een Nederlandse zanger en acteur.

## Billy Elliot
Baris speelde van juli tot en met oktober 2015 in de musical Billy Elliot in het Circus Theater te Scheveningen. Hij speelde de rol van Michael, de beste vriend van Billy.

## Ciske de Rat
Baris speelde van november 2016 tot maart 2017 in de musical Ciske de Rat als de kleine Ciske. Hij was een van de acht jongetjes die Ciske speelden.

## Eindmusical
Baris speelde ook in seizoen 2 van De Eindmusical op Zapp. Hij speelde de rol van Daniël.

## Voice Kids
In 2020 deed Baris mee aan het negende seizoen van The Voice Kids. In de Blind Auditions trad hij op met het nummer "That's what I like" Alle 4 de juryleden draaien, hij koos voor team Anouk. In The Battles won hij tegen Silvan en Thijmen. Tijdens de Sing-off koos coach Anouk voor Rogier. Hij bereikte uiteindelijk de finale, die gewonnen werd door Dax Hovius.

## Stemacteur
Rogier Baris sprak de Nederlandse stem in van Tayo in de Duitse televisieserie De Peperbollen (2018-2021).